# Moormerland
Moormerland település Németországban, azon belül Alsó-Szászország tartományban. Lakosainak száma 24 088 fő (2023. december 31.).

## Népesség
A település népességének változása:
| Lakosok száma | 23 236 | 23 474 | 23 567 | 23 987 | 24 055 | 24 088 |
|               | 2016   | 2017   | 2019   | 2021   | 2022   | 2023   |